# العلاقات الإثيوبية السلوفينية
العلاقات الإثيوبية السلوفينية هي العلاقات الثنائية التي تجمع بين إثيوبيا وسلوفينيا.

## مقارنة بين البلدين
هذه مقارنة عامة ومرجعية للدولتين:
| وجه المقارنة                                              | إثيوبيا                        | سلوفينيا                                                      |
| --------------------------------------------------------- | ------------------------------ | ------------------------------------------------------------- |
| المساحة (كم2)                                             | 1.10 مليون                     | 20.27 ألف                                                     |
| عدد السكان (نسمة)                                         | 104.96 مليون                   | 2.07 مليون                                                    |
| الكثافة السكانية (ن./كم²)                                 | 95.42                          | 102.12                                                        |
| العاصمة                                                   | أديس أبابا                     | ليوبليانا                                                     |
| اللغة الرسمية                                             | اللغة الأمهرية                 | اللغة السلوفينية، اللغة الإيطالية، لغة مجرية                  |
| العملة                                                    | بير إثيوبي                     | يورو، تولار سلوفيني                                           |
| الناتج المحلي الإجمالي (بليون دولار)                      | 80.56 مليار                    | 48.77 مليار                                                   |
| الناتج المحلي الإجمالي (تعادل القوة الشرائية) بليون دولار | 161.90 مليار                   | 66.01 مليار                                                   |
| الناتج المحلي الإجمالي الاسمي للفرد دولار أمريكي          | 619                            | 20.73 ألف                                                     |
| الناتج المحلي الإجمالي للفرد دولار أمريكي                 | 1.50 ألف                       | 30.40 ألف                                                     |
| مؤشر التنمية البشرية                                      | 0.442                          | 0.880                                                         |
| رمز المكالمات الدولي                                      | +251                           | +386                                                          |
| رمز الإنترنت                                              | .et                            | .si                                                           |
| المنطقة الزمنية                                           | ت ع م+03:00، توقيت شرق أفريقيا | توقيت وسط أوروبا، ت ع م+01:00، ت ع م+02:00، أوروبا/ليوبليانا ‏ |

## منظمات دولية مشتركة
يشترك البلدان في عضوية مجموعة من المنظمات الدولية، منها:
| علم المنظمة | اسم المنظمة                        | تاريخ انضمام إثيوبيا | تاريخ انضمام سلوفينيا |
| ----------- | ---------------------------------- | -------------------- | --------------------- |
|             | الاتحاد البريدي العالمي            | ?                    | ?                     |
|             | مؤسسة التنمية الدولية              | 11 أبريل 1961        | 25 فبراير 1993        |
|             | منظمة حظر الأسلحة الكيميائية       | ?                    | ?                     |
|             | الأمم المتحدة                      | 13 نوفمبر 1945       | 22 مايو 1992          |
|             | وكالة ضمان الاستثمار متعدد الأطراف | 13 أغسطس 1991        | 19 مارس 1993          |
|             | منظمة الشرطة الجنائية الدولية      | ?                    | ?                     |
|             | مؤسسة التمويل الدولية              | 20 يوليو 1956        | 25 فبراير 1993        |
|             | البنك الدولي للإنشاء والتعمير      | 27 ديسمبر 1945       | 25 فبراير 1993        |
|             | الاتحاد الدولي للاتصالات           | 20 فبراير 1932       | 16 يونيو 1992         |
|             | الفريق المعني برصد الأرض           | ?                    | ?                     |
|             | يونسكو                             | 1 يوليو 1955         | 27 مايو 1992          |

## وصلات خارجية
- موقع وزارة الخارجية الإثيوبية
- موقع وزارة الخارجية السلوفينية